# وهن النطاف
وهن النطاف (بالإنجليزية: Asthenozoospermia)‏ هو مصطلح طبي يشير إلى نقص في قابلية حركة النطف. وهن النطاف التام هو قذف نطف غير متحركة نسبتها 100٪ في السائل المقذوف، وتحدث هذه الحالة بنسبة رجل من كل 5000 رجل.
نسبة النطف الحية في وهن النطاف التام تختلف من 0 إلى 100٪.

## الأسباب
من أسباب وهن النطاف نقص استقلابي وتشوه تركيبي في سوط النطفة (مثل خلل الحركة الهدبي الأولي) وموت النطاف.

## التأثير الطبي والعلاج
وهن النطاف قلل من جودة المني، لذللك هو من الأسباب الرئيسية للعقم أو قلة الخصوبة عند الرجال. ويعد حقن الحيوانات المنوية بالبويضة وسيلة للحصول على حمل.